# Ōzora Tsubasa
Ōzora Tsubasa (大空 翼 (Đại-Không Dực) n.đ. 'Đôi cánh của bầu trời rộng lớn') là nhân vật chính trong loạt manga và anime Captain Tsubasa của tác giả Takahashi Yoichi.

## Câu chuyện
Tsubasa là một "thiên tài bóng đá". Ở đầu truyện, Tsubasa là một cậu bé đơn độc đi trên đường với trái bóng, cậu là học sinh tiểu học mới chuyển trường đến thành phố  Nankatsu với mẹ. Theo như lời mẹ cậu, hồi còn nhỏ khi cậu ra ngoài nhà thì có gặp chút sự cố nhưng nhờ quả bóng che chắn nên không sao và từ đó Tsubasa luôn tâm niệm rằng "Trái bóng chính là bạn của mình". Ước mơ của Tsubasa là vô địch World Cup.

## Sự nghiệp
Khi Tsubasa đang học ở trường tiểu học Nankatsu, cậu đã chơi cho đội bóng của trường. Nankatsu và đánh bại đội bóng của trường Sutetsu của "thủ môn thiên tài" Wakabayashi Genzo. (Tại đại hội liên trường)
Sau đại hội liên trường, Tsubasa cùng với Misaki và Wakabayashi cùng chung 1 đội, qua đó thể hiện sức mạnh và giành chức vô địch tại đại hội toàn quốc.